# 汪宣
汪宣（？—？），湖广江陵（今湖北江陵）人，明朝政治人物。
成化二十年（1484年）甲辰科進士。成化二十二年（1486年）接替郭纶任华亭县知县一职，1494年由李瀚接任。